# Magicianul (film)
Magicianul - film de Ingmar Bergman, lansat în anul 1959.

## Premii
- BAFTA
- Premiul special al juriului la Cannes

## Sinopsis
- “Complex și provocator raport despre Albert Emanuel Vogler (von Sydow), un magician-hipnotizator care a studiat cu Franz Anton Mesmer, însă este plin de datorii și acuzat de blasfemie. Un inteligent portret (si mult timp subapreciat) al unui om în parte escros, în parte geniu.” (Leonard Maltin’s 2005 Movie Guide)

1. ↑   http://www.imdb.com/title/tt0051365/, accesat în 8 aprilie 2016 Lipsește sau este vid: |title= (ajutor)
2. 1 2   http://www.filmaffinity.com/es/film750961.html, accesat în 8 aprilie 2016 Lipsește sau este vid: |title= (ajutor)
3. 1 2 3 4 5 6 7 8 9 10 11 12 13 14 15   http://www.imdb.com/title/tt0051365/fullcredits, accesat în 8 aprilie 2016 Lipsește sau este vid: |title= (ajutor)